# تیلینگتون، ساسکس غربی
تیلینگتون (به انگلیسی: Tillington) یک روستا و محله مدنی در بریتانیا است که در چی‌چشتر واقع شده‌است. تیلینگتون ۱۴٫۱۶ کیلومتر مربع مساحت و ۵۰۱ نفر جمعیت دارد.